# Mildred E. Mathias
 Mildred Esther Mathias Hassler   (* 19. September 1906 in Sappington, Vereinigte Staaten; † 16. Februar 1995 in Westwood, Kalifornien, Vereinigte Staaten) war eine US-amerikanische Botanikerin und Hochschullehrerin. Sie war Professorin an der University of California, Los Angeles (UCLA) und eine der ersten weiblichen Fakultätsmitglieder der UCLA.
Von 1956 bis 1974 leitete sie den botanische Garten. Der Mildred E. Mathias Botanical Garden wurde 1979 zu Ehren ihrer Beiträge zur Gartenbaukunst nach ihr benannt.

## Leben und Werk

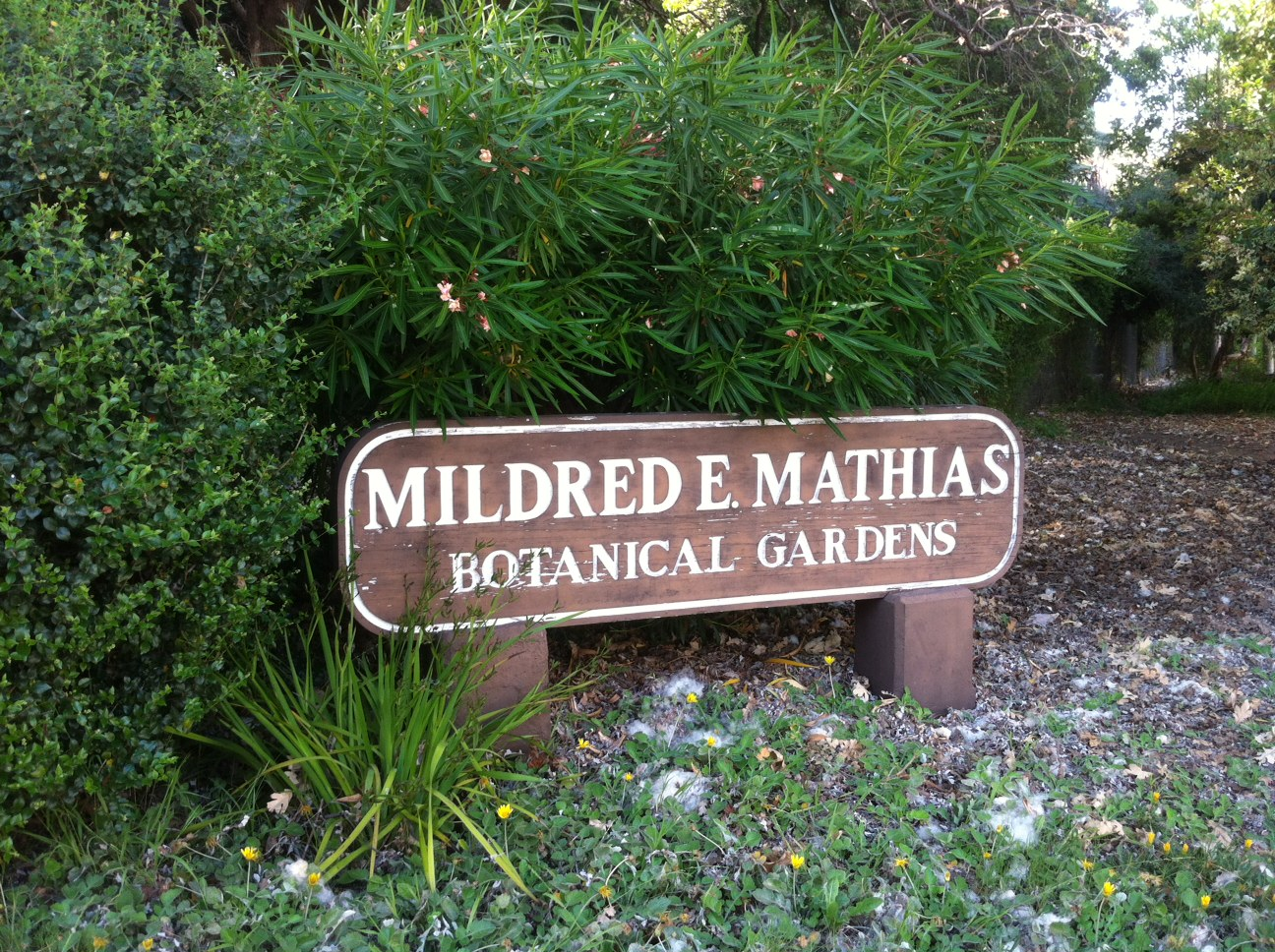
Mildred E. Matthias Botanical Gardens, UCLA, Los Angeles, Kalifornien

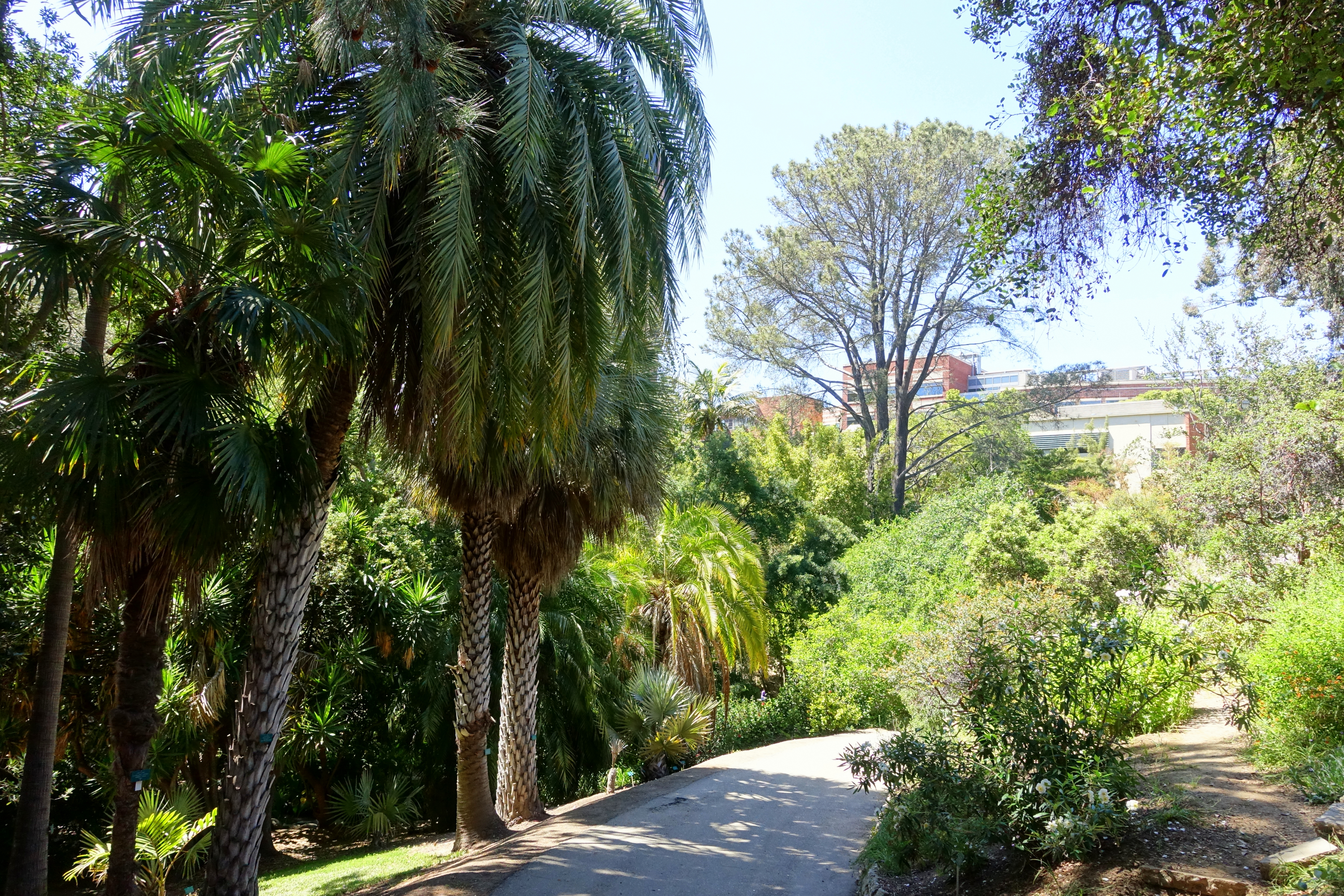
Blick in den botanischen Garten

Mathias war ein eines von drei Kinder des Lehrers Oliver John Mathias und wuchs in einer Kleinstadt in den Missouri Ozarks auf. In Desloge, wo ihr Vater Schulrat war, machte sie 1923 ihren High-School-Abschluss. Sie war die erste Schülerin, die sich am neu gegründeten Junior College of Flat River einschrieb. Sie wechselte zum State Teachers College in Cape Girardeau (Missouri) und schrieb sich dann im Herbst 1923 an der Washington University in St. Louis ein. Dort studierte sie bis zu ihrem dritten Studienjahr Mathematik, wechselte dann aber zu Botanik, da der Dekan der Ingenieurwissenschaften einer Frau nicht erlaubte, Mathematikkurse an seinem College nur für Männer zu belegen. 1926 erwarb an der Washington University den Bachelor of Arts, 1927 den Master of Arts und promovierte 1929, während sie ihre Forschungsarbeit im Missouri Botanical Garden durchführte.
Sie verfasste für ihre Dissertation eine taxonomische Monographie über Cymopterus und Verwandte der Doldenblütler (Umbelliferae). Die Gattungen und Arten der Doldenblütler der Neuen Welt waren damals unzureichend definiert. Nachdem sie am 30. August 1930 in Philadelphia den Physiker Gerald L. Hassler geheiratet hatte, führte sie im Rahmen verschiedener Forschungsaufträge oft ohne Bezahlung unabhängige Forschungen über die Doldenblütler durch.
1939 beteiligte sich Lincoln Constance von der University of California, Berkeley an der Studie und von 1940 bis 1981 veröffentlichten sie gemeinsam über 60 wissenschaftliche Arbeiten über Doldenblütler der Neuen Welt, darunter Beschreibungen von etwa 100 neuen Arten, Hunderten neuer Kombinationen und mehreren neuen Gattungen. 1954 wurde ihr zu Ehren eine Doldenblütlerart aus dem Nordosten Mexikos als Gattung (Biologie) Mathiasella benannt. Ihre Expertise über Doldenblütler verschaffte ihr schon früh internationale Anerkennung in der Taxonomie, und 1964 wurde sie zur ersten Präsidentin der American Society of Plant Taxonomists gewählt.

## Leitung des botanischen Gartens
1944 ließ sie sich mit ihrem Ehemann und vier Kindern dauerhaft in Südkalifornien nieder. Im Herbst 1947 wurde sie Herbariumsbotanikerin an der UCLA bei Carl Epling. 1951 wurde sie Dozentin und vier Jahre später wurde sie zur Assistenzprofessorin und stellvertretenden Leiterin im Botanischen Institut ernannt. 1956 wurde sie zur Direktorin des Botanischen Gartens ernannt und bekleidete dieses Amt bis zu ihrer Pensionierung 1974. Von 1962 bis 1964 trat sie mit William Stewart in der wöchentlichen Gartenshow The Wonderful World of Ornamentals im Fernsehen von NBC auf, und sie veröffentlichte Dutzende von Buchrezensionen in populären Zeitschriften.

## Ethnopharmakologie
Von 1959 bis 1964 schloss sie sich Dermot Taylor und dem Lehrstuhl für Pharmakologie an der UCLA an, um Pflanzen tropischer Wälder zu sammeln und für neue Medikamente zu untersuchen. Sie unternahm Expeditionen ins Amazonasgebiet von Peru und Ecuador, Tanganjika und Sansibar und lernte von einheimischen Kräuterkundlern und Medizinmännern über Arzneipflanzen. Das Gebiet der Ethnopharmakologie war damals noch wenig entwickelt. Ihre Pionierarbeit in den Tropen führte dazu, dass sie 1963 mit dem UCLA Medical Auxiliary Woman of Science Award ausgezeichnet wurde und 1964 von der Los Angeles Times zu einer der zwölf Frauen des Jahres gewählt wurde.

## Einsatz für den Naturschutz
1957 trug ihr erstes Naturschutzprojekt dazu bei, Rancho Las Tunas in San Gabriel (Kalifornien) als Staatspark zu etablieren. Sie nutzte ihren Einfluss, um historische Eichen zu retten, und übernahm die Leitung des südkalifornischen Zweigs von The Nature Conservancy.
In den frühen 1960er Jahren arbeitete sie zusammen mit mehreren anderen Professoren daran, das UC Natural Land and Water Reserves System, heute Natural Reserve System, aufzubauen, mit dem wichtige Parzellen unberührter kalifornischer Lebensräume von der UC für die universitäre Lehre und Forschung erworben und verwaltet werden konnten. Dies wurde zu einem nationalen Modell für den Schutz natürlicher Ökosysteme. Sie war auch Vorsitzende des UC Natural Reserve System, das 26 Standorte im ganzen Staat verwaltet, an denen Ökologen Feldstudien durchführen.
Sie war maßgeblich an der Übernahme des 50.000 Acres großen Naturschutzgebiets Santa Cruz Island vor Santa Barbara (Kalifornien) durch die Nature Conservancy beteiligt, deren Präsidentin sie für Südkalifornien war. Mathias spielte eine wichtige Rolle bei der Unterstützung von Carey Stantons Entscheidung, seinen Anteil von 90 % an der Insel Santa Cruz nach seinem Tod der Nature Conservancy zu überlassen. Die Vereinbarung wurde 1978 unterzeichnet und Stanton starb 1987. Sie war bis zu ihrem Tod 1995 Mitglied des Beirats der Santa Cruz Island Foundation.
1963 äußerte sich Mathias kritisch über die rücksichtslose Zerstörung der Tropenwälder, in denen viele vielversprechende Medikamente aus Pflanzen für immer verloren gehen. Sie wurde zu einer wichtigen Stimme des Naturschutzes bei der Gründung der Organisation für Tropenstudien (OTS), die gegründet wurde, um geschützte Standorte für die Durchführung wissenschaftlicher Forschung in den Tropen zu erhalten. Aufgrund ihres Engagements wurde sie von 1969 bis 1970 zur Präsidentin der OTS gewählt und war während der ersten zehn Jahre ihres Bestehens eine entscheidende Führungspersönlichkeit. Sie war die Motivatorin dafür, die botanischen Gärten von Costa Rica in den Masterplan der OTS aufzunehmen, und half bei der Formalisierung der Biologischen Station Las Cruces.

## Exkursionen nach der Pensionierung
In den Jahren nach ihrer Pensionierung 1974 führte sie 53 Gruppen mit tausend Teilnehmern in fremde Naturgebiete, Gärten und Museen in mehr als 30 Ländern. Zu dieser Zeit beschränkten sich die Reisen nach Costa Rica meist auf einen Zwischenstopp in San José und eine Reise auf den Vulkan, aber sie führte die erste Gruppe von Amateuren in andere Gebiete. Jährlich besuchte sie Costa Rica und das peruanische Amazonasgebiet. Die biologische Station La Selva war ein Standardstopp auf ihren Reisen, und während ihres Besuchs dort bat sie Tropenbiologen, den Erwachsenen Vorträge über aktuelle Forschungsergebnisse zu halten. Ihre letzte Exkursion führte sie im November 1994 im Alter von 88 Jahren nach Chile.
Bevor sie am 16. Februar 1995 an den Folgen eines Schlaganfalls starb, hatte sie für 1995 noch einmal Gruppenreisen nach Costa Rica und in den Amazonas geplant.
Sie war von 1977 bis 1981 die erste geschäftsführende Direktorin der Association of American Botanical Gardens and Arboreta, die unter ihrer Leitung ein Zertifizierungsprogramm im Gartenbau entwickelte, das Universitäten mit praktischer Ausbildung in einem Netzwerk von Gartenbaugärten verband.
Beim Zitieren eines botanischen Namens wird die Standard-Autorenabkürzung Mathias verwendet, um sie als Autorin anzugeben.

## Ehrungen (Auswahl)
- 1962: Merit Award des California Conservation Council
- 1964: The Nature Conservancy National Award
- 1973: Merit Award der Botanical Society of America
- 1974: Scientific Citation der American Horticultural Society
- 1976: Award of Merit der American Association of Botanical Gardens and Arboreta
- 1979: der Benennung des Mildred E. Mathias Botanical Garden auf dem Westwood-Campus der UC
- 1980: Liberty Hyde Bailey Medal
- 1982: Medal of Honor des Garden Club of America
- 1988: Charles Lawrence Hutchinson Medal der Chicago Horticultural Society
- 1993: von der Society of Economic Botany zur Distinguished Economic Botanist ernannt

## Veröffentlichungen (Auswahl)
- Flowering plants in the landscape. University of California Press, 1982, ISBN 978-0520043503.
- Revision of the Genus Bowlesia Ruiz and Pav and Its Relatives. Univ. California Press, 1965, ISBN 978-0520090101.
- Umbelliferae of Nevada (Classic Reprint). Forgotten Books, 2024, ISBN 978-1390371901.
- A revision of the genus Lomatium. Annals of the Missouri Botanical Garden, Volume 25, 1937/8, S. 225–297. doi:10.2307/2394480.